# Українська Пресова Служба
Українська Пресова Служба, «Ukrainischer Pressedienst» (УПС), інформаційне бюро у Берліні 1931—1939, організоване колами ОУН для ознайомлення чужого світу з українськими актуальними політичними і культурнами проблемами. УПС видавала бюлетені німецькою і українською мовами за ред. Михайла Селешка (1931—1934), Володимира Стахіва (1937—1941). Інші співробітники: Р. Ярий, А. Луців, O. Чемеринський (Я.Оршан), М. Прокоп.
Розташовувалася за адресою Berlin-Wilmersdorf, Mecklenburgische Strasse, 75.
УПС мала філії в Нью-Йорку («Ukrainian Press Service», 1938 — 41), ред. Євген Скоцко, Женеві (спорадичні бюлетені, 1930—1935, ред. Макар Кушнір-Богуш, Микола Троцький-Данько), Лондоні (1931—1939, ред. Євген Ляхович, С. Давидович), Римі, Празі, Відні, Кавнасі.